# Didier Gosuin
Pour les articles homonymes, voir Gosuin.
Didier Gosuin est un homme politique belge, né le 9 juillet 1952 à Ixelles. Il est membre de DéFI. Il assume les fonctions de bourgmestre de la commune d'Auderghem de 1995 à 2022. Il est secrétaire d'État, de 1989 à 1991, puis, ministre de 1991 à 2004 et de 2014 à 2019 au sein de plusieurs gouvernements bruxellois.
Il obtient en 1982 une licence en Science du travail et relations industrielles à l’UCL, après un régendat en français, histoire et morale en 1979.
Il crée une société dans le commerce de chocolat ainsi qu’une société de comptabilité et de fiscalité.
Il occupe son premier poste politique important en 1977, comme échevin de la Culture et de la Jeunesse à Auderghem. Il fait partie du premier gouvernement de la Région de Bruxelles-Capitale en 1989. 
En 2008, il publie Le défi social bruxellois aux Éditions Luc Pire.

## Fonctions politiques
- depuis 1977 : Conseiller communal à Auderghem
- 1977 - 1989 : Échevin de la Jeunesse, de la Culture et, ensuite, de l’Urbanisme à Auderghem
- 1989 - 1991 : Secrétaire d’État régional bruxellois à l’Environnement et au Logement
- 1991 - 2004 : Ministre régional bruxellois 
  - 1991 - 1995 : de l'Environnement, Propreté Publique, Rénovation urbaine, Commerce extérieur, Culture, Sport, Tourisme, Jeunesse ainsi que de l’Aide aux personnes
  - 1995 - 1999 : de l’Environnement, Propreté publique, Rénovation urbaine, Culture, du Sport, Tourisme, Jeunesse et de l’aide aux personnes
  - 1999 - 2004 : de l’Environnement, Propreté publique, Commerce extérieur, Culture, Sport, Tourisme, Jeunesse et de l’aide aux personnes
- depuis 1995 : Bourgmestre d'Auderghem
- depuis 2004 : député de la Région de Bruxelles-Capitale
- 2009 : Chef du groupe politique MR au Parlement bruxellois.
- 2011-2014 : Chef de groupe FDF au Parlement bruxellois
- 2014-2019 : Ministre bruxellois  de l'Emploi, de l'Économie, de la Lutte contre l'Incendie et l'Aide médicale urgente[2]
- 2019 -2022 : Bourgmestre d'Auderghem [3]

## Action politique
Estimant que le gouvernement Picqué ne fait que retarder la décision de l'extension du métro bruxellois, Didier Gosuin pointe clairement le parti écologiste comme responsable des blocages. Selon lui, c'est maintenant (2011) qu'il faut investir pour désengorger Bruxelles par le biais d'une nouvelle ligne Nord-Sud. Pour les écologistes, ces travaux risquent de défigurer la ville.
En tant que ministre bruxellois de l'Économie, il agit pour soutenir au niveau régional le développement des entreprises à finalités sociales basées sur l'économie circulaire et collaborative.

## Décoration
- Grand-croix de l'ordre de la Couronne (4 décembre 2019)[7]
- Grand-croix de l'ordre de Léopold II (6 juin 2009)[8]